# Zlaté
Zlaté (in ungherese Aranypataka, in tedesco Goldbach bei Mackur o Kunstel im der Nieder) è un comune della Slovacchia facente parte del distretto di Bardejov, nella regione di Prešov.

## Storia
Il villaggio viene citato per la prima volta nel 1355 quando il re Luigi I d'Ungheria lo fece oggetto di una donazione a Mikuláš, castellano di Makovica. Nel 1474, con l'estinzione dei signori di Smilno-Makovica, il re Sigismondo d'Ungheria donò il villaggio alla città di Bardejov.